# Embalse de Escales
Embalse de Escales är en reservoar i Spanien. Den ligger i den nordöstra delen av landet, 400 km nordost om huvudstaden Madrid. Embalse de Escales ligger 816 meter över havet. Arean är 1,8 kvadratkilometer. Trakten runt Embalse de Escales består till största delen av jordbruksmark. Den sträcker sig 5,4 kilometer i nord-sydlig riktning, och 2,3 kilometer i öst-västlig riktning.